# Centruroides nigropunctatus
Espèce
Centruroides nigropunctatus est une espèce de scorpions de la famille des Buthidae.

## Distribution
Cette espèce est endémique de la province de Santiago de Cuba à Cuba. Elle se rencontre vers Guamá.

## Description
Le mâle holotype mesure 38,6 mm, les mâles mesurent de 28,3 à 44,2 mm et les femelles de 24,5 à 35,1 mm.

## Publication originale
- Teruel, 2006 : « Dos nuevos Centruroides Marx 1889 (Scorpiones: Buthidae) de Cuba oriental. » Boletín de la Sociedad Entomológica Aragonesa, no 39, p. 83-90 (texte intégral).